# John Wise (Politiker)
John Wise PC (* 12. Dezember 1935 in Saint Thomas, Ontario; † 9. Januar 2013) war ein kanadischer Politiker der Progressiv-konservativen Partei (PC), der fast 16 Jahre lang Mitglied des Unterhauses sowie zwischen 1979 und 1980 Landwirtschaftsminister im 21. kanadischen Kabinett von Premierminister Joe Clark war. Das Amt des Landwirtschaftsministers bekleidete er erneut von 1984 bis 1988 im 24. Kabinett Kanadas von Premierminister Brian Mulroney. 

## Leben
Wise war von Beruf Milchbauer und begann seine politische Laufbahn in der Kommunalpolitik, als er zwischen 1968 und 1969 Reeve von Yarmouth war. Bei der Wahl vom 30. Oktober 1972 wurde er für die Progressiv-konservative Partei erstmals zum Mitglied des Unterhauses gewählt und vertrat in diesem bis zum 20. November 1988 16 Jahre lang den Wahlkreis Elgin. Zu Beginn seiner Unterhauszugehörigkeit war er vom 9. Oktober 1974 bis 1976 Sprecher der PC-Fraktion für die Milchindustrie und danach von 1976 bis 1983 Fraktionssprecher für Landwirtschaft.
Am 4. Juni 1979 wurde er von Premierminister Joe Clark als Landwirtschaftsminister in das 21. Kabinett Kanadas berufen, dem er bis zum Ende von Clarks Amtszeit am 2. März 1980 angehörte. Nach der Wahlniederlage der Unterhauswahl vom 18. Februar 1980 fungierte Wise wieder als landwirtschaftspolitischer Sprecher der PC-Fraktion und danach von 1983 bis Februar 1984 als Sprecher für Versorgung und Dienstleistungen, ehe er zuletzt zwischen Februar und September 1984 jugendpolitischer Sprecher der PC-Fraktion im Unterhaus war.
Nach dem Wahlsieg der Progressiv-konservativen Partei bei der Unterhauswahl vom 4. September 1984 wurde Wise am 17. September 1984 von Premierminister Brian Mulroney wieder zum Landwirtschaftsminister ernannt. Dieses Ministeramt bekleidete er bis zum 14. September 1988.

## Veröffentlichungen
- A better government, Vancouver, 1965
- The family farm and the future of Canadian agriculture, in: Market Commentary, 1987